# 가즈 하야시

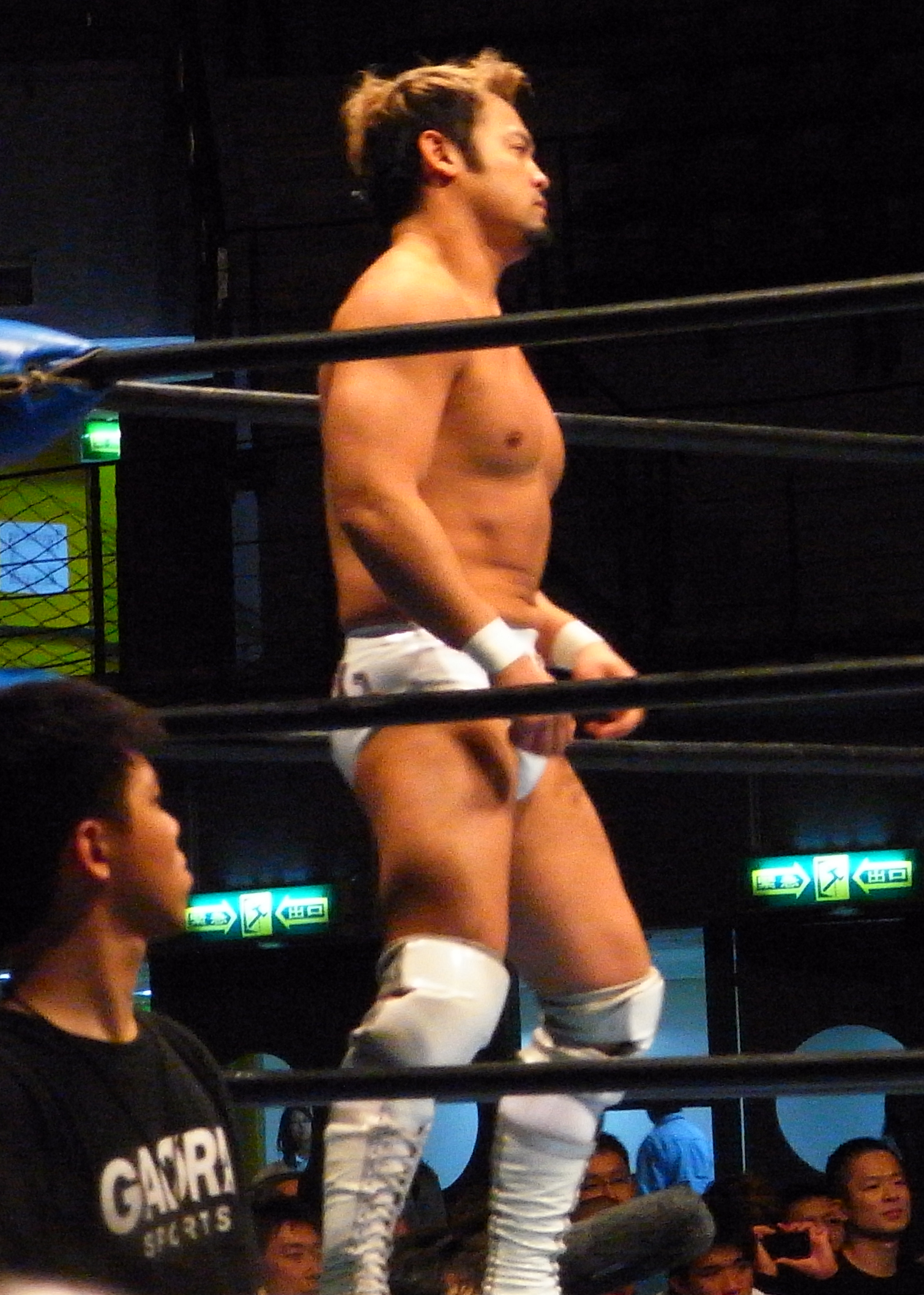
가즈 하야시

가즈 하야시(일본어: カズ・ハヤシ, 1973년 5월 18일 ~ )는 일본의 프로레슬러로, 본명은 하야시 가즈히로(일본어: 林和広)이다. 도쿄도 세타가야구 출신. 현재 전일본 프로레슬링 소속이며, 현재까지 유니버설 레슬링, 미치노쿠 프로레슬링, WCW, WWE에 소속했다.